# Montmorillonit
Montmorillonit ist ein häufig vorkommendes Mineral aus der Mineralklasse der „Silikate und Germanate“ mit der chemischen Zusammensetzung (Na,Ca)0,3(Al,Mg)2Si4O10(OH)2·nH2O und damit chemisch gesehen ein Natrium-Aluminium-Silikat mit einem variablen Anteil an Kristallwasser. Die in den runden Klammern angegebenen Elemente Natrium und Calcium bzw. Aluminium und Magnesium können sich in der Formel jeweils gegenseitig vertreten (Substitution, Diadochie), stehen jedoch immer im selben Mengenverhältnis zu den anderen Bestandteilen des Minerals. Strukturell gehört Montmorillonit zu den Schichtsilikaten.
Montmorillonit kristallisiert im monoklinen Kristallsystem, entwickelt jedoch nur mikroskopisch kleine, nadelige Kristalle, die gewöhnlich kompakte, massige Aggregate bilden. Auch Inklusionen (Einschlüsse) von Montmorillonit in Quarz sind bekannt. In reiner Form ist Montmorillonit weiß. Durch Fremdbeimengungen kann Montmorillonit aber auch gelblich bis rötlich, grünlich oder bläulich gefärbt sein. Die Strichfarbe ist allerdings immer weiß.
Montmorillonit ist ein Tonmineral und wesentlichster Bestandteil (60–80 %) von Bentonit.

## Etymologie und Geschichte
Erstmals entdeckt wurde Montmorillonit in der französischen Gemeinde Montmorillon und beschrieben 1847 von Lubin Mauduyt (1782–1870), der das Mineral nach seiner Typlokalität benannte.

## Klassifikation
Bereits in der veralteten, aber noch gebräuchlichen 8. Auflage der Mineralsystematik nach Strunz gehörte der Montmorillonit zur Mineralklasse der „Silikate und Germanate“ und dort zur Abteilung der „Schichtsilikate (Phyllosilikate)“, wo er als Namensgeber die „Montmorillonit-Gruppe“, bestehend aus drei unbenannten Untergruppen mit den System-Nr. VIII/H.18, VIII/H.19 und VIII/H.20 bildete. Das Mineral Montmorillonit findet sich in der Untergruppe VIII/H.19 zusammen mit Beidellit, Brinrobertsit, Nontronit, Swinefordit, Volkonskoit und Yakhontovit.
Die seit 2001 gültige und von der International Mineralogical Association (IMA) verwendete 9. Auflage der Strunz’schen Mineralsystematik ordnet den Montmorillonit ebenfalls in die Abteilung der „Schichtsilikate“ ein. Diese ist allerdings weiter unterteilt nach der Struktur der Schichten, so dass das Mineral entsprechend seinem Aufbau in der Unterabteilung „Schichtsilikate (Phyllosilikate) mit Glimmertafeln, zusammengesetzt aus tetraedrischen und oktaedrischen Netzen“ zu finden ist, wo es ebenfalls als Namensgeber die verkleinerte „Montmorillonitgruppe“ mit der System-Nr. 9.EC.40 und den weiteren Mitgliedern Beidellit, Kurumsakit, Nontronit, Smektit (Mineralgruppe), Volkonskoit und Yakhontovit bildet.
Auch die vorwiegend im englischen Sprachraum gebräuchliche Systematik der Minerale nach Dana ordnet den Montmorillonit in die Klasse der „Silikate und Germanate“ und dort in die Abteilung der „Schichtsilikatminerale“ ein. Hier ist er zusammen mit Beidellit, Nontronit, Volkonskoit und Swinefordit in der „Smektitgruppe (Dioktaedrische Smektite)“ mit der System-Nr. 71.03.01a innerhalb der Unterabteilung „Schichtsilikate: Schichten von sechsgliedrigen Ringen mit 2:1-Tonmineralen“ zu finden.

## Kristallstruktur

Schichtgitterstruktur von Montmorillonit

Montmorillonit kristallisiert monoklin in der Raumgruppe C2/m (Raumgruppen-Nr. 12) mit den Gitterparametern a = 5,18–5,19 Å; b = 8,90–8,98 Å; c = 11,32–12,45 Å und β = 99,6–100,6° sowie 2 Formeleinheiten pro Elementarzelle.
Die Dreischicht-Struktur besteht aus zwei Tetraeder-Schichten, die über die Kationen einer Oktaeder-Zwischenschicht elektrostatisch vernetzt sind. Die Schichten sind nicht starr miteinander verbunden, sondern können durch reversible Einlagerung von Wasser und anderen Substanzen aufquellen.

## Eigenschaften
Montmorillonit besitzt ein hohes Ionenaustauschvermögen, da er die Kationen zwischen den Schichten gegen die in Lösung befindlichen austauschen kann.
Bei Zugabe von Wasser dehnt sich das Mineral um ein Vielfaches der Ursprungsgröße aus.

## Modifikationen und Varietäten
Eine Fe3+-haltige Varietät wird als Mauritzit bezeichnet.

## Bildung und Fundorte

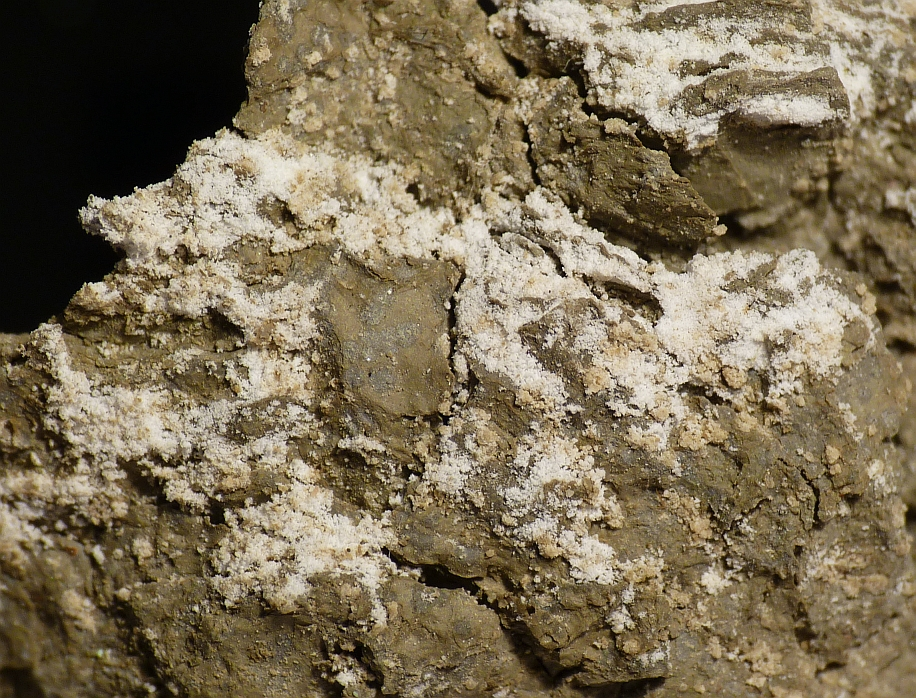
Winzige, weiße Brushitkristalle auf grauem, derbem Montmorillonit (Sichtfeld 2 cm)

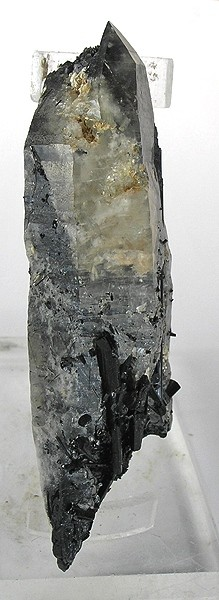
Montmorillonit und Schörl in Quarz eingeschlossen aus Nuevo, Riverside County, Kalifornien, USA

Montmorillonit bildet sich hydrothermal durch Reaktion der Minerale und Glasbestandteile in vulkanischen Tuffen, Aschen und Bentoniten mit wässrigen Lösungen. Als Tonbestandteil ist er vor allem in tropischen Böden und in der Tonmineralfraktion der Tiefseeböden zu finden. Begleitminerale sind unter anderem verschiedene Amphibole und Pyroxene, Biotit, Calcit, Cristobalit, Dolomit, Gips, Limonit, verschiedene Olivine, Orthoklas, Pyrit, Quarz und verschiedene Zeolithe.
Als häufig vorkommendes Mineralbildung ist Montmorillonit an vielen Fundorten anzutreffen, wobei weltweit bisher rund 1500 Fundorte (Stand 2017) bekannt sind. Neben seiner Typlokalität Montmorillon in der Provinz Poitou-Charentes wurde das Mineral in Frankreich noch an der Dordogne in der Aquitaine, an mehreren Orten in der Auvergne, Bretagne und Limousin, bei Le Val-d’Ajol in Lothringen, bei Espalion in Midi-Pyrénées sowie an mehreren Orten der Region Provence-Alpes-Côte d’Azur und der früheren Region Rhône-Alpes.
In Deutschland findet sich Montmorillonit vor allem in Baden-Württemberg, Bayern, Hessen, Niedersachsen, Nordrhein-Westfalen, Rheinland-Pfalz und Sachsen, sowie bei Barmstedt in Schleswig-Holstein und in Thüringen bei Gera und Meiningen.
In Österreich konnte das Mineral an mehreren Orten im Burgenland, Kärnten, Salzburg und der Steiermark sowie in der oberösterreichischen Gemeinde Schlägl gefunden werden.
In der Schweiz fand sich Montmorillonit bisher in Le Locle (Neuchâtel), Waldkirch (St. Gallen), Bischofszell (Thurgau), im Binntal (Wallis) sowie in Wiesendangen und Zürich.
Weitere Fundorte sind Afghanistan, Argentinien, Armenien, Australien, Belarus, Brasilien, Bulgarien, Chile, China, Dänemark, Ecuador, Fidschi, Finnland, Georgien, Griechenland, Grönland, Guam, Indien, Indonesien, Iran, Irland, Israel, Italien, Japan, Kambodscha, Kamerun, Kanada, Kasachstan, Kirgisistan, Demokratische Republik Kongo, Nord- und Südkorea, Kosovo, Madagaskar, Marokko, Mexiko, Mongolei, Mosambik, Namibia, Niederlande, Neuseeland, Norwegen, Oman, Pakistan, Papua-Neuguinea, Peru, Philippinen, Polen, Portugal, Rumänien, Russland, Schweden, Senegal, Serbien, Simbabwe, Slowakei, Slowenien, Spanien, Südafrika, Taiwan, Tschechien, Türkei, Turkmenistan, die Ukraine, Ungarn, Usbekistan, das Vereinigte Königreich (Großbritannien), die Vereinigten Staaten von Amerika (USA) und Vietnam.
Auch in Gesteinsproben vom Mars, genauer vom Mawrth Vallis wurde Montmorillonit nachgewiesen.

## Verwendung
Das Quellverhalten der Kristalle bei Anwesenheit von Wasser eröffnet vielseitige Anwendungsmöglichkeiten für das Mineral. In wässrigen Bohrspülungen erhöht es die Viskosität, was die Kühlung des Bohrmeißels verbessert und die Entfernung des Gesteinsmaterials aus dem Bohrloch unterstützt.
Bei der Erdölförderung spielt Montmorillonit als Wasser-blockierendes Mittel eine gewisse Rolle, um in alten Bohrlöchern das Aufsteigen giftiger Stoffe in höhere Schichten zu verhindern.
Als Zusatz in Erden und Gesteinen verlangsamt Montmorillonit das Versickern von Wasser (beispielsweise in der Landwirtschaft zum Überbrücken längerer Trockenperioden).
In Kunststoffen wird es (außer vielen anderen Substanzen) als Füllmaterial bzw. Additiv zur Veränderung der Eigenschaften des Polymers (u. a. in Nanokompositen) verwendet.
Es wird unter dem Namen Lavaerde fein gemahlen als Haarwaschmittel verkauft.
Unter verschiedenen Produktnamen findet das Montmorillonit-Bentonit-Mehl als mineralischer Zusatzstoff für Teich und Aquaristik Anwendung.
Im medizinischen und tiermedizinischen Bereich wird Montmorillonit als Inhaltsstoff für Antidiarrhoeika verwendet. In Gießereien findet es Verwendung als anorganisches Bindemittel von Sanden. Zudem wird Montmorillonit als Trockenmittel eingesetzt und verhindert in Vliesbeuteln unterschiedlicher Größe die Bildung von Kondenswasser in Transportverpackungen.